# Ramón Fernández Pacheco
Ramón Fernández-Pacheco Monterreal (Barcelona, 17 de septiembre de 1983) es un político español del Partido Popular de Andalucía, actual consejero de Agricultura, Pesca, Agua y Desarrollo Rural de la Junta de Andalucía y presidente de la Asamblea de Regiones Hortícolas de Europa (AREFLH). Hasta julio de 2024, ha sido también portavoz del Gobierno de la Junta de Andalucía y consejero de Sostenibilidad, Medio Ambiente y Economía Azul. 
Anteriormente fue alcalde de la ciudad de Almería, siendo elegido el 28 de noviembre de 2015 tras la renuncia de su predecesor Luis Rogelio Rodríguez-Comendador Pérez. Se presentó como candidato en las Elecciones Municipales del 26 de mayo de 2019, en las que, superando los resultados de los comicios anteriores, rozó la mayoría absoluta obteniendo 13 concejales.
Es nieto de Rafael Monterreal Alemán y bisnieto de Rafael Monterreal Alonso de Villasante, ambos exalcaldes de Almería.

## Biografía
Nació en Barcelona, ciudad en la que estaba destinado su padre, médico del Ejército. Con tan solo siete años, se trasladó a Almería, ciudad natal de su madre, donde continuó sus estudios en el Colegio Stella Maris y terminó en el Centro Educativo Agave. Se licenció en Derecho en la Universidad de Almería, realizando su último curso de carrera en la Universitat degli Studi Di Catania (Sicilia, Italia) como Erasmus y comenzó a desarrollar sus inquietudes políticas en Nuevas Generaciones del Partido Popular. Tiene formación de postgrado en materia de Urbanismo y también en Liderazgo por Deusto Business School e ICADE Business School. Antes de ocupar cargos públicos ejerció como abogado.[cita requerida]
Ha sido alcalde de Almería desde el 28 de noviembre de 2015 tras la renuncia de Rodríguez-Comendador, siendo investido gracias a los votos del PP y la abstención de Ciudadanos, convirtiéndose en el más joven de capital de provincia. En 2019 concurrió a las Elecciones Municipales como cabeza de lista del Partido Popular, cuya candidatura rozó la mayoría absoluta, obteniendo 13 concejales, frente a los 9 del PSOE, 2 de VOX, 2 de Ciudadanos y 1 de Podemos, resultados que le permiten gobernar en minoría.
El 25 de julio de 2022 presenta su renuncia como alcalde de Almería tras ser nombrado por el presidente de la Junta de Andalucía, Juanma Moreno, nuevo consejero de Sostenibilidad, Medio Ambiente y Economía Azul, cargo que ostenta en la actualidad.
El 27 de septiembre de 2022 el presidente Juanma Moreno lo nombra también portavoz del Ejecutivo autonómico.

## Carrera política
Comenzó su carrera política en 2002, año en el que se afilió al Partido Popular. En 2011 fue nombrado Concejal de Cultura en el Ayuntamiento de Almería. Al año siguiente, tomó posesión de la Vicesecretaria general de Organización del PP Almería. En 2014 es nombrado Coordinador de Acción Política del PP Andalucía.
En junio de 2015 fue nombrado Primer teniente de alcalde, concejal de Urbanismo y portavoz del equipo de gobierno, cargos que ejerció hasta que accedió al consistorio almeriense en noviembre de 2015 como nuevo regidor.
En 2019 vuelve a obtener la confianza de los almerienses, esta vez sí como cabeza de lista de la candidatura del PP, superando incluso los resultados de los comicios anteriores con más de 33.265 votos, con una campaña centrada en ‘la confianza’.
El 15 de junio de 2019 Ramón Fernández-Pacheco es investido alcalde de la ciudad de Almería, en el transcurso del Pleno celebrado en el Auditorio Maestro Padilla, alcanzando la mayoría absoluta y sumando a los 13 concejales obtenidos por su formación el 26 de mayo, el apoyo de los concejales de VOX (2) y Ciudadanos (2).
En septiembre de 2019, Fernández-Pacheco es nombrado por el PP como uno de los diez representantes del partido en la Federación Española de Municipios y Provincias (FEMP) . Desde esa fecha, es vocal de la Junta de Gobierno de la FEMP.
El 25 de julio de 2022 presenta su renuncia como alcalde de Almería tras ser nombrado por el presidente de la Junta de Andalucía, Juanma Moreno, nuevo consejero de Sostenibilidad, Medio Ambiente y Economía Azul, cargo que ostento hasta 2024 después fue nombrado consejero de Agricultura, Pesca, Agua y Desarrollo Rural de la Junta de Andalucía..
El 27 de septiembre de 2022 el presidente Juanma Moreno lo nombra también portavoz del Ejecutivo autonómico, cargo que ocupó hasta 2024.
El 3 de abril de 2025 es nombrado presidente de la Asamblea de Regiones Hortícolas de Europa.

## Otros hitos
En 2019 se convirtió en el alcalde más votado del PP en todas las capitales de España.
El resultado de 2019 le convirtió en el único alcalde del PP que gobernaba en solitario en todas las capitales de España.
En el 14 Congreso Provincial, celebrado los días 25 y 26 de junio de 2021 fue elegido Secretario General del PP de Almería.
En el 16 Congreso Regional, celebrado los días 19, 20 y 21 de noviembre de 2022 fue elegido portavoz del PP de Andalucía.
En el 20 Congreso Nacional del PP, celebrado los días 1 y 2 de abril de 2022, fue elegido vocal del Comité Ejecutivo Nacional. El 3 de abril de 2025, en Valencia, es nombrado presidente de la Asamblea de Regiones Hortícolas de Europa.